# Port lotniczy Turyn
Port lotniczy Turyn (wł.:Aeroporto di Torino-Caselle, IATA: TRN, ICAO: LIMF) – włoski międzynarodowy port lotniczy położony w miejscowości Caselle Torinese, 6 km na północ od Turynu. Jest największym portem lotniczym w Piemoncie. Z centrum miasta połączony jest linią kolejową oraz Autostradą RA10.

## Linie lotnicze i połączenia
| Linia lotnicza   | Kierunek |
| ---------------- | --- |
| Air Dolomiti     | 1. Frankfurt 2. Monachium |
| Air France       | 1. Paryż-Charles de Gaulle |
| airBaltic        | Sezonowo: 1. Wilno |
| British Airways  | 1. Londyn-Gatwick |
| Dan Air          | 1. Bacău |
| easyJet          | 1. Londyn-Gatwick Sezonowo: 1. Bristol 2. Londyn-Luton 3. Manchester 4. Olbia |
| Iberia           | 1. Madryt |
| ITA Airways      | 1. Rzym-Fiumicino |
| Jet2.com         | Sezonowo: 1. Birmingham 2. Edynburg 3. Manchester |
| KLM              | 1. Amsterdam |
| Royal Air Maroc  | 1. Casablanca |
| Ryanair          | 1. Barcelona 2. Bari 3. Brindisi 4. Cagliari 5. Katania 6. Bruksela-Charleroi 7. Kopenhaga 8. Crotone 9. Dublin 10. Lamezia Terme 11. Lanzarote 12. Londyn-Stansted 13. Madryt 14. Malta 15. Marrakesz 16. Neapol 17. Palermo 18. Porto 19. Reggio Calabria 20. Sewilla 21. Tel Awiw 22. Trapani 23. Walencja 24. Wilno Sezonowo: 1. Alicante 2. Paryż-Beauvais 3. Belfast-International 4. Birmingham 5. Bristol 6. Korfu 7. Ibiza 8. Kraków 9. Londyn-Luton 10. Malaga 11. Manchester 12. Pescara 13. Praga 14. Shannon 15. Sztokholm-Arlanda |
| TUI Airways      | Sezonowo: 1. Belfast-International 2. Birmingham 3. Bristol 4. Dublin 5. East Midlands 6. Glasgow 7. Londyn-Gatwick 8. Londyn-Stansted 9. Manchester 10. Newcastle |
| Turkish Airlines | 1. Stambuł |
| Volotea          | 1. Cagliari 2. Comiso 3. Neapol 4. Olbia 5. Palermo Sezonowo: 1. Alghero 2. Lampedusa 3. Paryż-Orly |
| Vueling Airlines | 1. Barcelona |
| Wizz Air         | 1. Bukareszt 2. Katania 3. Jassy 4. Neapol 5. Tirana Sezonowo: 1. Warszawa-Chopin |